# 안드라데 시엔 알마스
라 솜브라(La Sombra, 1990년 11월 3일 ~ )는 본명 마누엘 알폰소 안드라데 오로페사(Manuel Alfonso Andrade Oropeza)다. 키는 176cm(5 ft 9 in)에다가 몸무게는 95kg(210 lb)이다. WWE NXT/WWE 스맥다운 링네임은 안드라데 시엔 알마스(Andrade "Cien" Almas)라고 부른다. 멕시코의 남자 프로레슬링선수다. 2003년 프로레슬링 입문했고 게다가 피니쉬는 런닝 더블 니 스매쉬, 엘 이돌로(해머락 DDT), 리버스 크로스 암브레이커, 브릴리언트 드라이버/셰도우 드라이버/솜브라 드라이버(스쿨걸 수플렉스), 다이빙 스플릿-레그드 코크스크류 센턴이라는 사용을 한다. 현재 WWE 링네임은 안드라데(Andrade)로 사용을 하는 중이었다가 AEW 링네임이 안드라데 엘 이돌로(Andrade El Idolo)라는 가지고 있다.

## Professional wrestling highlights
- Finishing moves
  - As Andrade Cien Almas / Andrade
    - Hammerlock DDT sometimes from an elevated position
    - Running double knee smash on an opponent sitting in the corner

  - As Andrade El Idolo
    - El Idolo (Hammerlock DDT) - 2021-present; sometimes from an elevated position
    - Reverse cross armbreaker - 2021-present

  - As La Sombra
    - Diving split-legged corkscrew senton, sometimes preceded by an inverted fireman's carry slam
    - Brillante Driver / Shadow Driver / Sombra Driver (Schoolboy suplex)
- Signature moves
  - Diving corkscrew plancha
  - Diving moonsault
  - Diving moonsault followed by a standing moonsault
  - Hanging dragon sleeper
  - Hurricanrana
  - Inverted backbreaker followed by a falling inverted DDT, sometimes on the apron ring
  - Jumping inverted tornado DDT
  - Multiple kick variations
    - Rope-assisted enzuigiri
    - Running heel
    - Tiger feint
    - Triangle drop

  - Release german suplex
  - Reverse gory special
  - Rope hung triangle armbar
  - Running double foot stomp, while the opponent is in the tree of woe stance on the stake or ropes
  - Sitout tilt-a-whirl facebuster
  - Snap body slam
  - Turnbuckle powerbomb
- Manager
  - Chavo Guerrero Jr.
  - Vickie Guerrero
  - Zelina Vega
- Nicknames
  - "Cien"
  - "CMLL No Prince"
  - "El Centinela del Espacio"
  - "El Idolo"
- Entrance themes
  - "2 Unlimited" by 2 Unlimited (CMLL; 2007)
  - "Jumpstart" by Daniel Holter & Mike Standal (CMLL; 2007-2008)
  - "Up The Swanee" by Simon Wilkinson (CMLL; 2009)
  - "Number #1" by Nelly (CMLL; 2009-2015)
  - "Black Skinhead" by Kanye West (CMLL; 2015)
  - "Making A Difference" by CFO$ (WWE NXT/WWE; 2016-2020)
  - "Kill The Messenger" by Mikey Rukus (AEW; 2021-present)

## 수상
- CMLL 월드 유니버셜웨이트 챔피언 (2011)
- CMLL 월드 태그팀웨이트 챔피언 (1회) - 불라도르 주니어
- CMLL 월드 트리오웨이트 챔피언 (1회) - 마스카라 도라다 앤 라 마스카라
- 라 네셔널 월드 트리오웨이트 챔피언 (1회) - 엘 사그라도 앤 불라도르 주니어
- NWA 월드 월터웨이트 챔피언 (1회)
- NWA 월드 히스토릭 미들웨이트 챔피언 (1회)
- NWA 월드 히스토릭 월터웨이트 챔피언 (2회)
- 라 코파 주니어 (2012)
- 쿠아드란굴 데 파레자스 (2014) - 오마르 브루네띠
- 레이즈 델 에어 (2013, 2015)
- 또르네오 코로나 (2008) - 메탈릭
- 또르네오 그랜드 알떼르나띠바 (2007) - 미스티코
- 또르네오 나시오날 델 파레자스 인크레더블 (2013) - 불라도르 주니어
- CMLL 보디빌딩 컨텐스트 (2012 어드반스트)
- CMLL 월드 태그팀웨이트 오브 더 이열 (2009) - 불라도르 주니어
- CMLL 월드 태그니코 오브 더 이열 (2010)
- CMLL 트리오 오브 더 이열 (2010) - 마스카라 도라다 앤 라 마스카라
- LLA 아즈테카 챔피언 (1회)
- IWGP 월드 인터콘티넨탈웨이트 챔피언 (1회)
- 랭크드 넘버 52 오브 더 탑 500 싱글즈 레슬링 인 더 PWI 500 인 2013
- WWE NXT 월드 헤비웨이트 챔피언 (1회)
- WWE 월드 유나이티드 스테이츠웨이트 챔피언 (1회)
- 파이브 스타 매치 (2018) - 조니 가가노 2018년 1월 27일
- WWE 스피드 챔피언 (1회)